# Hyperchromicité

Courbe de fusion d'un acide nucléique en fonction de la température. L'augmentation de l'absorption UV caractérise le phénomène d'hyperchromicité

L'hyperchromicité ou effet hyperchrome est la propriété des polymères biologiques, et en particulier l'ADN et l'ARN, de voir leur absorption dans l'UV augmenter lorsqu'ils subissent une dénaturation, c'est-à-dire une perte de leur structure secondaire. Cette propriété est couramment utilisée en biologie pour analyser par spectrophotométrie la structuration des acides nucléiques en fonction de paramètres physico-chimiques (température, pH, ions...)

## Hyperchromicité et fusion des acides nucléiques
Dans l'ADN et dans l'ARN, les bases sont empilées au sein de la double hélice, ceci conduit à une baisse de leur absorption dans l'UV. Lorsque l'appariement des bases est rompu, par exemple lorsqu'on chauffe la solution, les deux brins se séparent, les bases sont exposées au solvant aqueux et leur absorption augmente de 20 à 40 % par rapport à l'état apparié en duplex. En suivant l'absorption d'une solution d'ARN ou d'ADN en fonction de la température, il est ainsi possible de déterminer la température de fusion de la double hélice. Par définition, celle-ci correspond à la température pour laquelle la moitié de l'ADN est dénaturé et donc à la température pour laquelle l'absorption mesurée correspond à la moyenne de la valeur entre l'absorption du double-brin (hypochrome)  et du simple-brin (hyperchrome).

## Étude de la stabilité des acides nucléiques
L'étude de l'effet hyperchrome constitue la base des études de stabilité des acides nucléiques. Elle permet en particulier d'étudier la dissociation des deux brins d'un duplex d'ADN ou d'ARN. À partir de l'étude des courbes de fusion, on peut en effet extraire les paramètres thermodynamiques correspondant à cette réaction, ce qui permet ensuite de déterminer des valeurs quantitatives associées à la formation d'une paire de base.
Pour ce type d'étude, on utilise en général des courts  oligonucléotides de 10 à 20 bases de long, ce qui permet d'avoir des températures de fusion comprises entre 30 et 70 degrés Celsius. 
Dans l'exemple simplifié d'un oligonucléotide de séquence palindromique, qui est donc son propre brin complémentaire, cela revient à étudier l'équilibre : 
Équations de base
- La constante d'équilibre associée à la  réaction est {\displaystyle K=[brin]^{2}/[duplex]}
- L'enthalpie libre standard associée à la réaction a pour expression  {\displaystyle \Delta G^{0}=-RT\log K=\Delta H^{0}-T\Delta S^{0}}
- La conservation du nombre total de brins dans la solution implique : {\displaystyle [brin]+2[duplex]=[ADN_{total}]}

Avec T, la température, R, la constante des gaz parfaits et {\displaystyle [ADN_{total}]}, la concentration totale de brins d'ADN (appariés ou non) dans la solution.
 À la température de fusion
À la température de fusion {\displaystyle T_{m}} ,  par définition, la moitié des brins d'ADN se trouve sous forme appariée et l'autre moitié sous forme de duplex. On a donc {\displaystyle [brin]=2[duplex]}. On peut alors résoudre les équations ci-dessus et calculer {\displaystyle T_{m}} en fonction des autres paramètres. On a à partir de l'expression de l'enthalpie libre:
{\displaystyle RT_{m}\log(2[brin])=\Delta H^{0}-T_{m}\Delta S^{0}}
En tenant compte de la conservation des brins, on trouve :
En mesurant expérimentalement la température de fusion pour plusieurs valeurs de concentration de l'oligonucléotide, il est possible, par ajustement de l'expression ci-dessus, de déterminer les valeurs de l'entropie et de l'enthalpie standard ({\displaystyle \Delta S^{0}} et {\displaystyle \Delta H^{0}}) et donc de l'enthalpie libre {\displaystyle \Delta G^{0}} à la température souhaitée.